# Jason Bowen
Jason Peter Bowen (Merthyr Tydfil, 24 agosto 1972) è un ex calciatore gallese, di ruolo attaccante.

## Biografia
I suoi figli Sam e Jaye sono a loro volta dei calciatori professionisti.

## Palmarès

### Club

#### Competizioni nazionali
- Coppa del Galles: 2

Swansea City: 1990-1991
Llanelli: 2010-2011
- English Football League Trophy: 1

Swansea City: 1993-1994
- FAW Premier Cup: 2

Cardiff City: 2000-2001
Newport County: 2007-2008

## Statistiche

### Cronologia presenze e reti in nazionale
| Cronologia completa delle presenze e delle reti in nazionale ― Galles | Cronologia completa delle presenze e delle reti in nazionale ― Galles | Cronologia completa delle presenze e delle reti in nazionale ― Galles | Cronologia completa delle presenze e delle reti in nazionale ― Galles | Cronologia completa delle presenze e delle reti in nazionale ― Galles | Cronologia completa delle presenze e delle reti in nazionale ― Galles | Cronologia completa delle presenze e delle reti in nazionale ― Galles | Cronologia completa delle presenze e delle reti in nazionale ― Galles |
| Data                                                                  | Città                                                                 | In casa                                                               | Risultato                                                             | Ospiti                                                                | Competizione                                                          | Reti                                                                  | Note                                                                  |
| --------------------------------------------------------------------- | --------------------------------------------------------------------- | --------------------------------------------------------------------- | --------------------------------------------------------------------- | --------------------------------------------------------------------- | --------------------------------------------------------------------- | --------------------------------------------------------------------- | --------------------------------------------------------------------- |
| 23-5-1994                                                             | Tallinn                                                               | Estonia                                                               | 1 – 2                                                                 | Galles                                                                | Amichevole                                                            | -                                                                     | cap.                                                                  |
| 9-11-1996                                                             | Eindhoven                                                             | Paesi Bassi                                                           | 7 – 1                                                                 | Galles                                                                | Qual. Mondiali 1998                                                   | -                                                                     |                                                                       |
| Totale                                                                |                                                                       | Presenze                                                              | 2                                                                     |                                                                       | Reti                                                                  | 0                                                                     |                                                                       |